# دام‌یری (کوزان)
دام‌یری (به ترکی استانبولی: Damyeri) یک منطقهٔ مسکونی در ترکیه است که در قوزان (ترکیه) در محله کاله په در محدوده چاناک قلعه، روستای دامیری روی تپه ای مرتفع به ارتفاع 30 مترواقع شده .
که جدیداً به نام روستای Mareşal Fevzi Çakmak شناخته می شود، در دوران حکومت پارسیان از آن به عنوان پاسگاهی برای بازرسی مناطق داخلی استفاده می شده است.
طبق تصمیم هیئت منطقه‌ای حفاظت از میراث فرهنگی چاناک‌قلعه، مورخ 28/06/2018، این محوطه باستانی توصیه‌شده درجه 1 تا 3 است.